# Comuna Kîselivka, Mena
Kîselivka (în ucraineană Киселівка) este o comună în raionul Mena, regiunea Cernihiv, Ucraina, formată din satele Kîselivka (reședința) și Komarivka.

## Demografie
Componența lingvistică a comunei Kîselivka
     Ucraineană (96,94%)
     Rusă (2,45%)
     Alte limbi (0,21%)
Conform recensământului din 2001, majoritatea populației comunei Kîselivka era vorbitoare de ucraineană (96,94%), existând în minoritate și vorbitori de rusă (2,45%).